# Espoir FC (Benin)
Der Espoir Football Club de Savalou (kurz Espoir FC) ist ein beninischer Fußballverein aus Savalou, Département Collines. Mit Stand Februar 2023 spielt er im Championnat National du Benin, der ersten Liga des Landes, und trägt seine Heimspiele im Stade Municipal de Savalou aus, das 1500 Plätze umfasst.